# Marini Clarelli
I Marini Clarelli sono una famiglia nobile italiana di rango marchionale, originaria della Sabina, costituitasi nel 1823 in seguito alle nozze dell'erudito Cav. Luigi Marini, conoscente di Giacomo Leopardi ed ex pretendente di sua sorella Paolina, con Barbara Clarelli, figlia di Giuseppe Clarelli III Marchese di Vacone e di Teresa Paracciani, nonché sorella del Cardinale Nicola Clarelli Paracciani.
Pietro Marini Clarelli (9 giugno 1824-13 maggio 1899), figlio di costoro, fu il primo ad assumere il doppio cognome, con autorizzazione concessa con r.d. 17 maggio 1896. Nel 1850 sposò Donna Marianna Giusso del Galdo, figlia di Luigi I Duca del Galdo e di Rosa Zezza dei Baroni di Zapponeta. 
Pietro e Marianna ebbero numerosa prole e il loro figlio primogenito Luigi Marini Clarelli (Roma 1854 - Perugia 1926) nel 1901 ottenne l’assenso regio per la successione nobiliare Clarelli che sancì definitivamente l'acquisizione del cognome e dei titoli, prima detenuti legalmente ma in attesa della conferma da parte della Corona. 
Con Luigi nasce il ramo primogenito dei Marini Clarelli, stabilitosi a Perugia in seguito al matrimonio di Luigi con Maria Vittoria degli Oddi, esponente della storica casata umbra ed unica erede del padre, il conte Angelo degli Oddi di Laviano, a sua volta figlio primogenito di Francesco e Vittoria Sacripante.
Nel 1899 Luigi Marini Clarelli, decidendo di non optare per ulteriori proprietà oltre a quelle della moglie e avendo un occhio di riguardo verso il fratello Giuseppe, rinunciò all'eredità paterna. Pertanto si vennero a creare i due rami tuttora esistenti: 
- il ramo primogenito che discende da Luigi, residente a Perugia e detentore della primogenitura per quanto riguarda i titoli nobiliari, ma il cui patrimonio è in buona parte costituito dai beni della moglie Maria Vittoria degli Oddi.
- il ramo secondogenito, nato da Giuseppe e Augusta Pignatelli d'Angiò sposati il 26 luglio 1891, ottenne le proprietà di famiglia come il castello di Vacone, ex feudo dei Clarelli. Per volere di Umberto II alcuni membri di questo ramo godono per regio decreto del titolo di Marchese di Vacone: questo privilegio fu concesso a Rutilio Marini Clarelli, Mastro delle Cerimonie di Corte, con la facoltà di essere trasmesso solo ai suoi tre figli maschi Nicolò, Raimondo ed Emanuele.

## I Clarelli

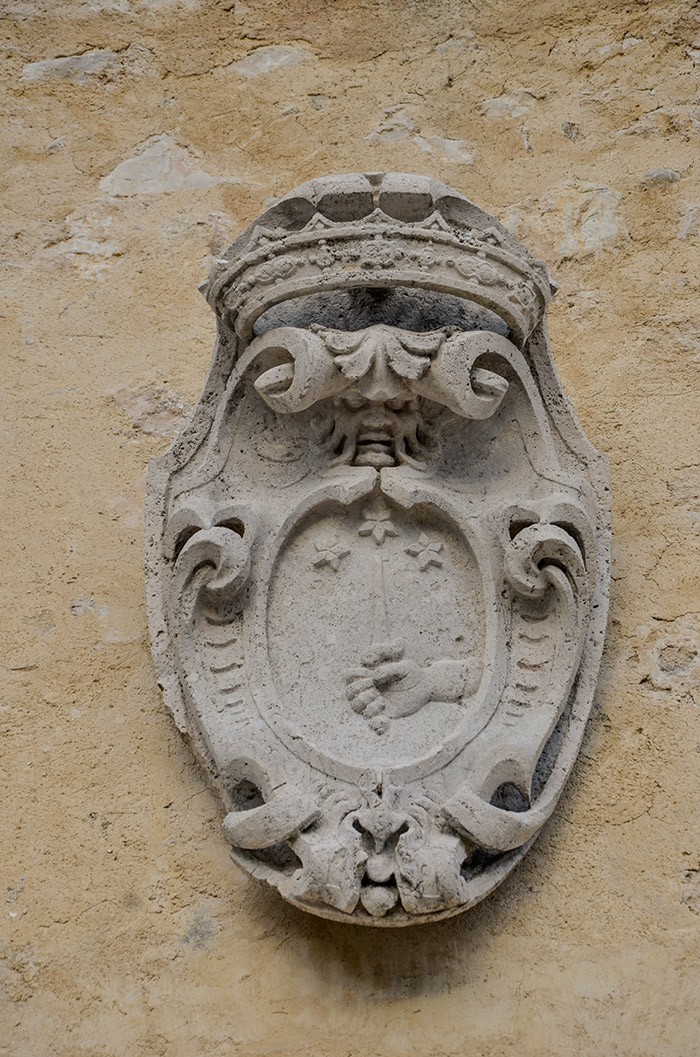
Lo stemma Clarelli sulla torre dell'orologio a Vacone

I Clarelli erano una delle più illustri e antiche famiglie di Rieti, attestata nella vita politica cittadina già con Nicolò di Giovanni, uomo di molta prudenza e capitano di gran valore, che visse nel 1330 e fu trisavolo di Alessandro, gonfaloniere nel 1488, 1498, 1508 e 1510. Rutilio, fratello del precedente, guerreggiò in Spagna nel 1499 e Mariano fu nominato nel 1527 oratore di Rieti da Clemente VII. Numerosi membri della famiglia ottennero cariche ecclesiastiche, tra i vari: Girolamo Clarelli Vescovo di Rieti ed il Cardinale Niccola Clarelli Parracciani. 
Particolarmente forte fu il legame della famiglia nel corso dei secoli con Santa Francesca Romana, che secondo le fonti nel 1433 avrebbe portato la sede della sua congregazione in un immobile acquistato a Roma nel rione Campitelli, tra il Campidoglio ed il Teatro di Marcello, dalla famiglia Clarelli suoi parenti. Quest'avvenimento fu seguito da numerosi miracoli della Santa verso membri della famiglia Clarelli, che nel corso dei secoli le sono rimasti devoti. La vicenda della Santa, oltre alla testimonianza storico-religiosa, mostra come già nel Quattrocento i Clarelli, proprietari di case fortificate lungo il vicus de speculo, si fossero stanziati anche nella capitale, forse già rivestendo delle cariche all'interno della Curia pontificia.
Nicolò acquistò nel 1725 il feudo di Vacone in Sabina con il relativo castello, ottenendo il titolo di marchese per sé e suoi successori. La famiglia, che già si fregiava della nobiltà di Terni, Fano e Velletri, venne ascritta alla nobiltà romana con Senatus Consultum del 1837.